# Molen van Attenhoven
De Molen van Attenhoven is een watermolen in de tot de Vlaams-Brabantse gemeente Landen behorende plaats Attenhoven, gelegen aan de Molenhoevestraat 7 en de Grote Steenweg 209.
Deze bovenslagmolen op de Molenbeek fungeerde als korenmolen.

## Geschiedenis
In 1270 werd al melding gemaakt van een watermolen op deze plaats. De molen was een twistappèl tussen het Hertogdom Brabant en het Prinsbisdom Luik aangezien de molen zich op Luiks gebied en het rad zich op Brabants gebied bevond. In 1270 werd deze twist opgelost en werd de molen een banmolen van de heren van Attenhoven.
Het ijzeren bovenslagrad werd in 1970 verwijderd. Ook werd er tot 1958 met een dieselmotor gemalen.

## Gebouw
De molen maakt deel uit van een vijfhoekig boerderijcomplex. De maalinstallatie is nog maalvaardig aanwezig.